# Gare de Matheson
La  gare de Matheson (en anglais : Matheson station) est une gare ferroviaire canadienne, de la ligne du Chemin de fer Ontario Nothland, en anglais : Ontario Northland Railway (ONR).. Elle est située à Matheson, sur le territoire du canton de Black River-Matheson (district de Cochrane) dans la province de l'Ontario.

## Situation ferroviaire
Établie à 265 mètres d'altitude, la gare de Matheson est située sur la ligne du Chemin de fer Ontario Nothland.

## Histoire
Le premier bâtiment de la gare est édifié, en 1910, par le Temiskaming and Northern Ontario Railway. 

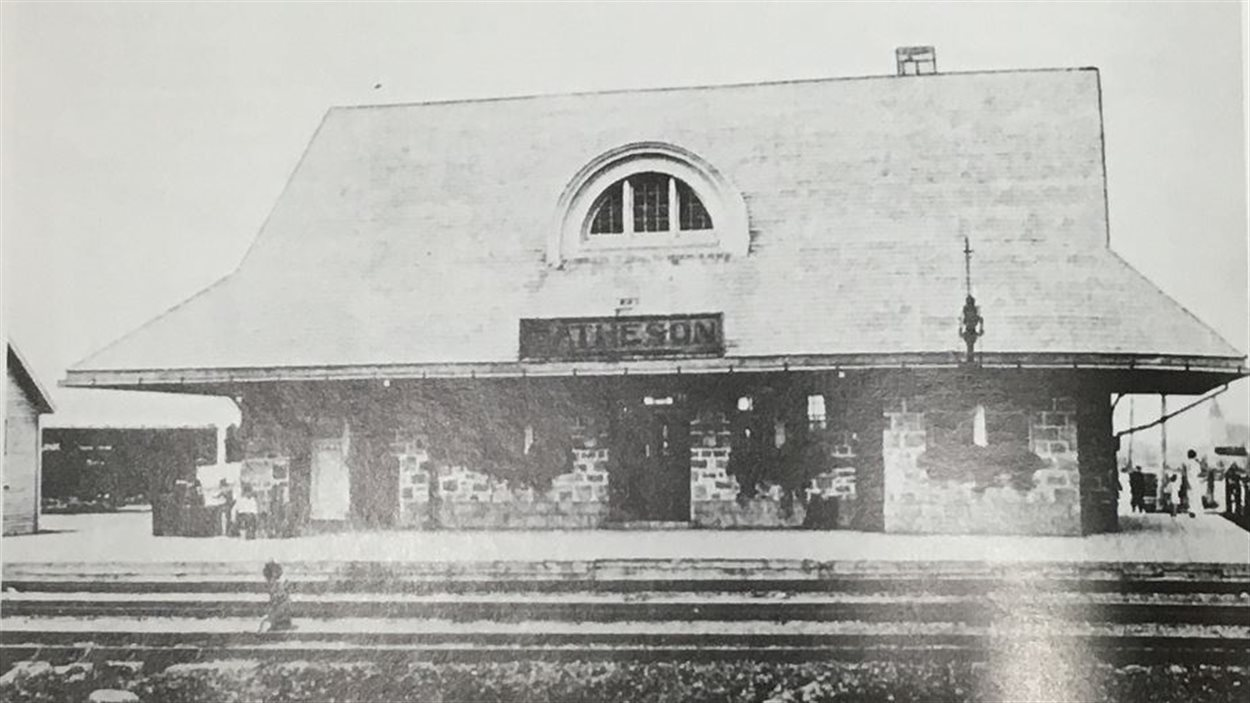
Le bâtiment en 1910, année de sa construction.

Il est détruit en juillet 1916 par le grand incendie qui impact toute la communauté de Matheson (plus de 200 morts).
Cette même année 1916, un nouvel édifice en brique est construit sur l'emplacement du précédent.
En 2012, la desserte de la gare par le Northlander a pris fin lors de l'arrêt des circulations de ce train de passagers.

## Patrimoine ferroviaire
Le bâtiment en brique, construit en 1916, est toujours présent en bon état en 2010.